# سعيد السريحي
سعيد مصلح سعيد السريحي الحربي (ولد 1373 هـ / 1953 م) أديب وناقد سعودي من جيل روَّاد الأدب في السعودية ومن أقطاب الصِّحافة فيها. عضو مجلس إدارة النادي الأدبي الثقافي بجدة، والهيئة الاستشارية بجمعية الثقافة والفنون، ومشرف على الأقسام الثقافية بجريدة عكاظ. أحد رموز الحداثة في العالم العربي.
حاضر في عواصم عربية وأوروبية، وعضو تحكيم جائزة بلند الحيدري، وجائزة الطيب صالح، وجائزة محمد حسن عواد، وجائزة محمد الثبيتي، وجائزة صدام حسين في دورة سنة 1989م.
له كتب، منها «غواية الاسم؛ سيرة القهوة وخطاب التحريم»، و«الرويس»، و«الكتابة خارج الأقواس». كما لهُ زاوية يومية في جريدة عكاظ بعنوان (ولكم الرأي).

## سيرته
درس الابتدائية والمتوسطة والثانوية بجدة، اكمل تعليمه الجامعي والدراسات العليا (لغة عربية) في كلية الشريعة ثم كلية اللغة العربية بجامعة أم القرى في مكة المكرمة. عمل في حقل التعليم عشرين سنة، سنتين في التعليم العام وثماني عشرة سنة بجامعة ام القرى، عمل ثمان وعشرين سنة في حقل الصحافة بين متعاون ومتفرغ، أشرف خلالها على القسم الثقافي، والشؤون المحلية، والشؤون الدولية، والاقسام التنفيذية في جريدة «عكاظ» كما عمل مساعداً لرئيس تحرير «عكاظ» ونائبا مكلفاً لرئيس التحرير، وتعاقد كاتباً لزاوية يومية في جريدة «عكاظ».
أعد السريحي أطروحة لنيل الدكتوراه من جامعة أم القرى تحت عنوان (التجديد في اللغة الشعرية عند المحدثين في العصر العباسي)، غير أن الجامعة -طبقا لرسالة موجهة له بتاريخ 5/6/1989م وموقعة من عميد كلية اللغة العربية- قررت عدم إجازة الأطروحة «لما اشتملت عليه من أفكار لا تتفق وتعاليم الدين»، وطالبت صاحبها بالتوبة والرجوع عن الأفكار والعبارات والمنهج الذي سار عليه مع إعطائه فرصة لإختيار موضوع آخر، علماً بأن قرار الجامعة أثار جدلاً واسعا بين فريق مؤيد رأى أن أطروحة الرجل فيها نواقص علمية ومنهجية وآخر معارض رأى أن السريحي كان ضحية لخصوم تربصوا به بسبب أفكاره الحداثية والتنويرية.

## مؤلفاته
| م  | الكتاب                                                         | سنة النشر | ملاحظات |
| -- | -------------------------------------------------------------- | --------- | --- |
| 1  | الكتابة خارج الأقواس                                           | 1987م     | صدرعن نادي جازان الأدبي سنة 1407هـ مسجلاً بعض محاضراته وقراءته النقدية، والكتاب يحفل بالنص المختلف، ويؤصل لفاعلية الاختلاف التي تهب الفرد، وتمنح التميز؛ لأن السريحي يرى أن قدر المبدع هو المناهضة المستمرة للأطر والأقواس لتأكيد استقلالية الإنسان وحريته؛ بتأسيس لغة لا ترتهن إلى جملة من الثوابت إلا في سبيل الانعتاق نحو آفاق جديدة متجاوزة؛ ومن ثم كانت رؤيته إلى الرؤيا التي تجمع مقولاته في هذا الكتاب بأنها الرؤيا التي تقيم الفرد في مواجهة الجماعة، والإبداع في مواجهة المألوف. |
| 2  | تقليب الحطب على النار                                          | 1994م     | [ 13 ] |
| 3  | حجاب العادة: أركيولوجيا الكرم من الخطاب إلى التجربة            | 1996م     | صدر عن المركز الثقافي العربي، الدار البيضاء، بيروت ؛ ويحاور الكتاب خطاب الثقافة الذي يغلف الحاجات الإنسانية التي تستجلي من وقائع التجربة، وما يمارسه هذا الخطاب من احتماء بالقيم والمثل عن ضرورات تحتم الانصياع إلى قانون الكرم، وكان هذا الاشتغال من السريحي مندرجًا تحت قراءة النصوص في السياق الثقافي الشامل، وعبر تحولاته المختلفة التي تكشف الغائب والمضمر في نسيج الخطاب الثقافي".                                                                                                  |
| 4  | حركة اللغة الشعرية                                             | 1999م     | |
| 5  | غواية الاسم: سيرة القهوة وخطاب التحريم                         | 2011م     | |
| 6  | الرويس                                                         | 2013م     | رواية |
| 7  | عتبات التهجي: قراءة أولى في التجربة الشعرية عند محمد الثبيتي   | 2015      | |
| 8  | العشق والجنون: دولة العقل وسلطان الهوى في الثقافة العربية      | 2015م     | |
| 9  | أيديولوجيا الصحراء: آفاق التجديد وسؤال الهوية المعلقة          | 2015م     | |
| 10 | شعر أبي تمام بين النقد القديم ورؤية النقد الجديد               | 2016م     | |
| 11 | الحياة خارج الأقواس: سيرة غير ذاتية للمدعو سعيد                | 2020م     | [ 15 ] |
| 12 | ذُباب الوقت: تدوينات على جدار الحجر                             | 2020م     | |
| 13 | كي لا نصحو ثانية: تفكيك خطاب الصحوة وآليات الهيمنة على المجتمع | 2021م     | رأى المؤلف فيه أن الخلاص الحقيقي من الصحوة لا يمكن له أن يتحقق إلا بتخليص المجتمع من رواسب ما تركته في الأنفس، وتجفيف منابع قوتها، وكشف مخاتلاتها، وإعادة تصحيح المفاهيم التي استندت إليها. |
| 14 | ما لم يقله الشاهد: بحث في المضمر وظروف انتاج الخطاب            | 2022      | [ 17 ] |
| 15 | لكِ النور                                                       | 2022      | ديوان شعر. |
| 16 | القصيدة السوداء: شعرية السحر والشعوذة                          | 2023      | [ 19 ] |

## تجربته الأدبية والثقافية
اهتم السريحي بالمجال الأدبي والثقافي في وقت مبكر من عمره، فأصدر صحيفة (أصداء) وهي صحيفة طلابية لقسم اللغة العربية في عام 1393هـ، وحاضر عن الشعر الحر عندما كان طالبًا في السنة الثانية بالمرحلة الجامعية، كما كان عضو اللجنة الثقافية فيها، وعندما كان محاضرًا شارك في مهرجان المربد بورقة بعنوان: (سلطان الحرف) وذلك عام 1987م.
ظهر ميل السريحي من خلال كتاباته إلى النص الجديد والرؤية النقدية الجديدة؛ لذا تبنت دراسته في مرحلة الماجستير: (شعر أبي تمام بين النقد القديم ورؤية النقد الجديد)، ومن خلال هذه الدراسة أخذ السريحي ينظر إلى النص بشكل شمولي، فركز على لغته، والابتكار الفردي للشاعر، وما تتميز به الرؤية الشعرية، بالإضافة إلى احتضان التجربة الإنسانية في أفقها الزمني الواسع، كما كشف عن تحليله المبني على رؤية النص بشكل شمولي مع استنطق حركته ويتمثل ذلك في خروج أبي تمام على النسق المعتاد، والمتكرر في التركيب اللغوي، فأصبح إنتاج أبي تمام الشعري مختلفًا.
شارك السريحي في مهرجانات وندوات ثقافية وعلمية عدة منها ما عقد في الأندية الأدبية السعودية ومنها ما عقد في جمعيات الثقافة والفنون السعودية، كما شارك بأوراق عمل وأبحاث في مؤتمرات وندوات علمية عقدت في عدد من العواصم والمدن العربية الأوروبية. وعمل السريحي عضواً في تحكيم جائزة بلند الحيدري الممنوحة من مهرجان أصيلة للمبدعين العرب.
شارك في عضوية لجنة تحكيم الموسم الثاني من برنامج مسابقة شاعر الراية عام 2023.

## وصلات خارجية
- سعيد السريحي.. الصحافي الأديب والناقد المهيب